# Micrixalus adonis
Espèce
Micrixalus adonis est une espèce d'amphibiens de la famille des Micrixalidae.

## Répartition
Cette espèce est endémique du Kerala en Inde. Elle se rencontre dans le district d'Idukki dans les Ghâts occidentaux.

## Description
Le mâle holotype mesure 22,6 mm.

## Étymologie
Cette espèce est nommée en référence à Adonis, divinité de l'amour et de la beauté, en référence aux colorations très vives et contrastées de cette espèce.

## Publication originale
- Biju, Garg, Gururaja, Shouche & Walujkar, 2014 : DNA barcoding reveals unprecedented diversity in Dancing Frogs of India (Micrixalidae, Micrixalus): a taxonomic revision with description of 14 new species. Ceylon Journal of Science, Biological Sciences, vol. 43, no 1, p. 1－87 (texte intégral).